# François Geoffroi Roux
Pour les articles homonymes, voir Roux.
Pour les autres membres de la famille, voir Famille Roux (peintres de marine).
François Geoffroi Roux, né le 23 octobre 1811 à Marseille et mort le 30 septembre 1882 dans la même ville, est un artiste peintre de marines, aquarelliste et dessinateur français.

## Biographie
Fils du peintre et hydrographe Ange-Joseph Antoine Roux (1765-1835), il peint surtout des représentations de navires (dont l'aviso Le Renard). Il est nommé peintre officiel de la Marine le 19 octobre 1875. Il est le dernier des peintres de "portraits de navires" de la famille Roux.
Il est décoré de la Légion d'honneur en 1880 pour « services exceptionnels rendus à l'architecture navale par la reproduction de tous les types de navires de guerre de la Marine française ».

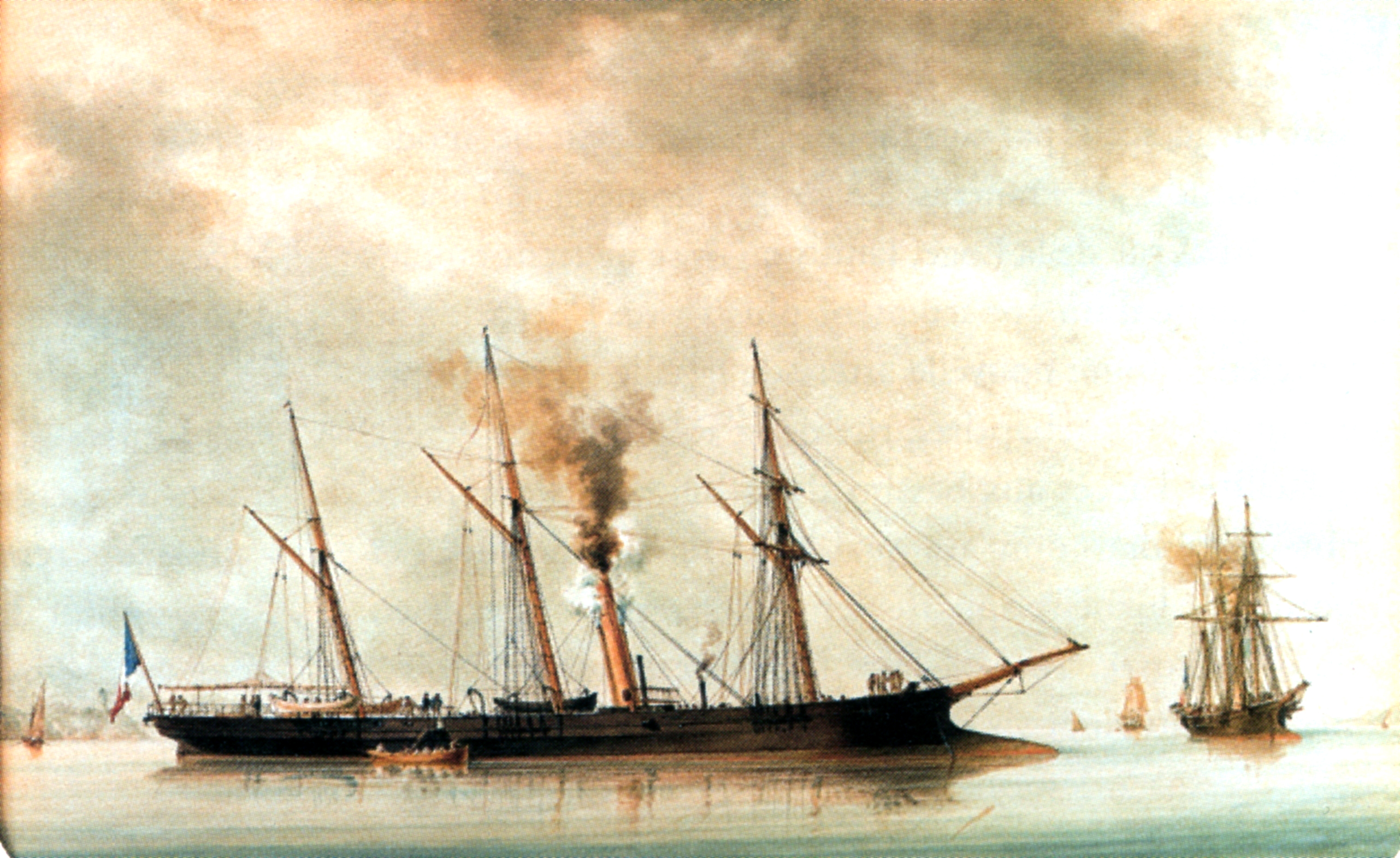
François Roux.L'aviso Le Renard, Le Renard (aviso) (Musée de la Marine de Paris).
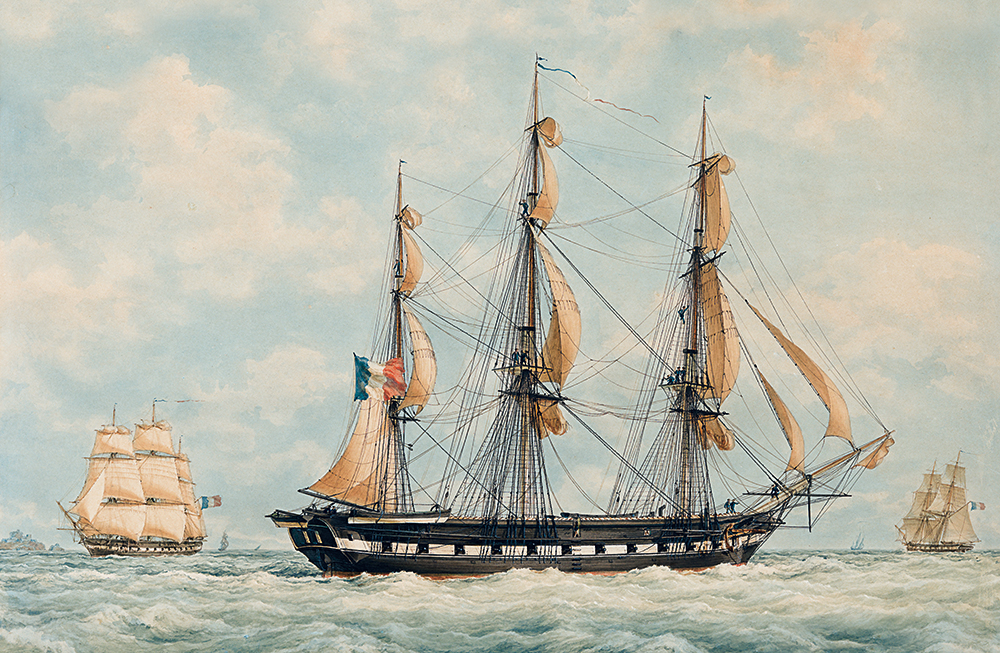
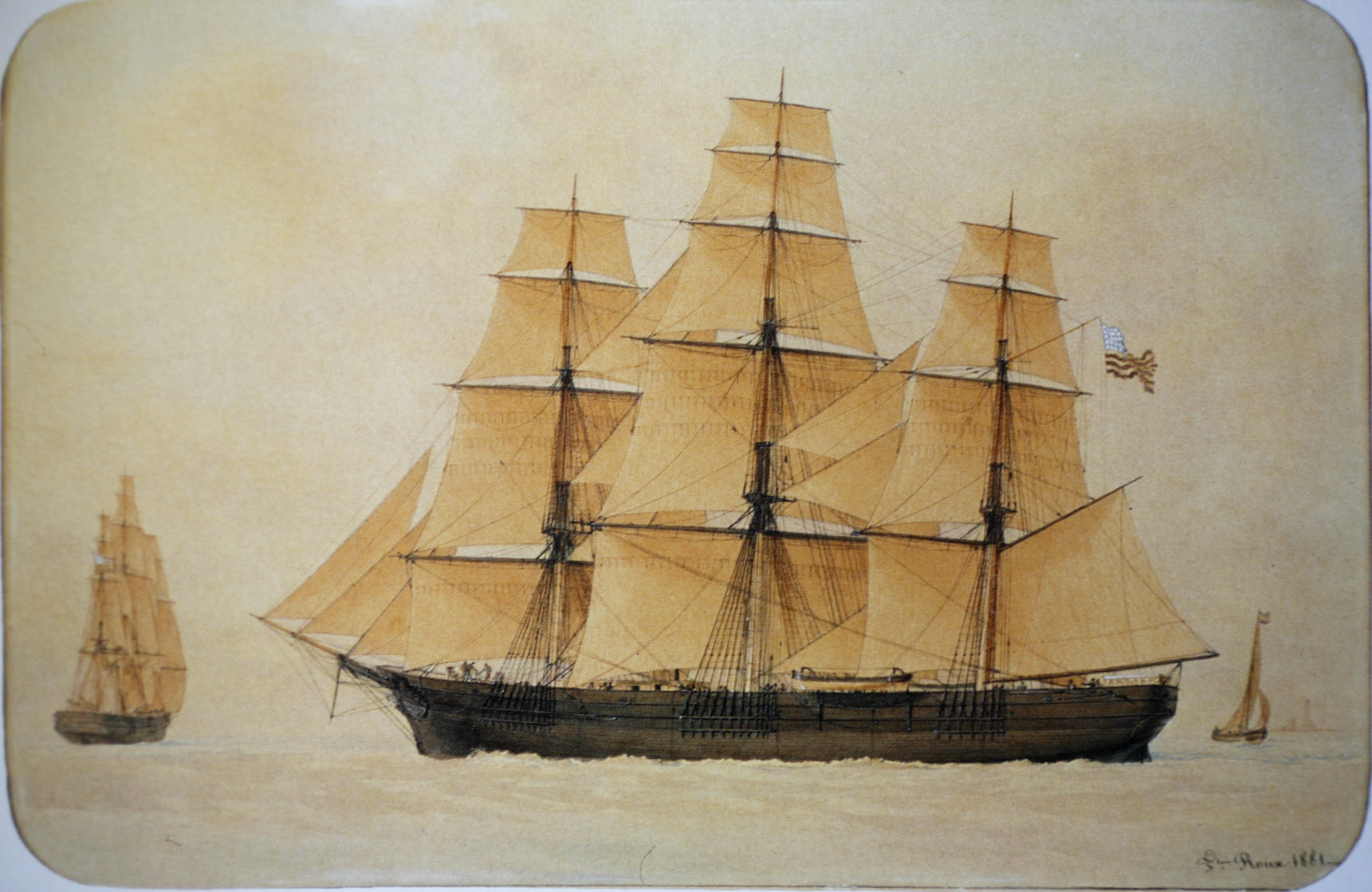
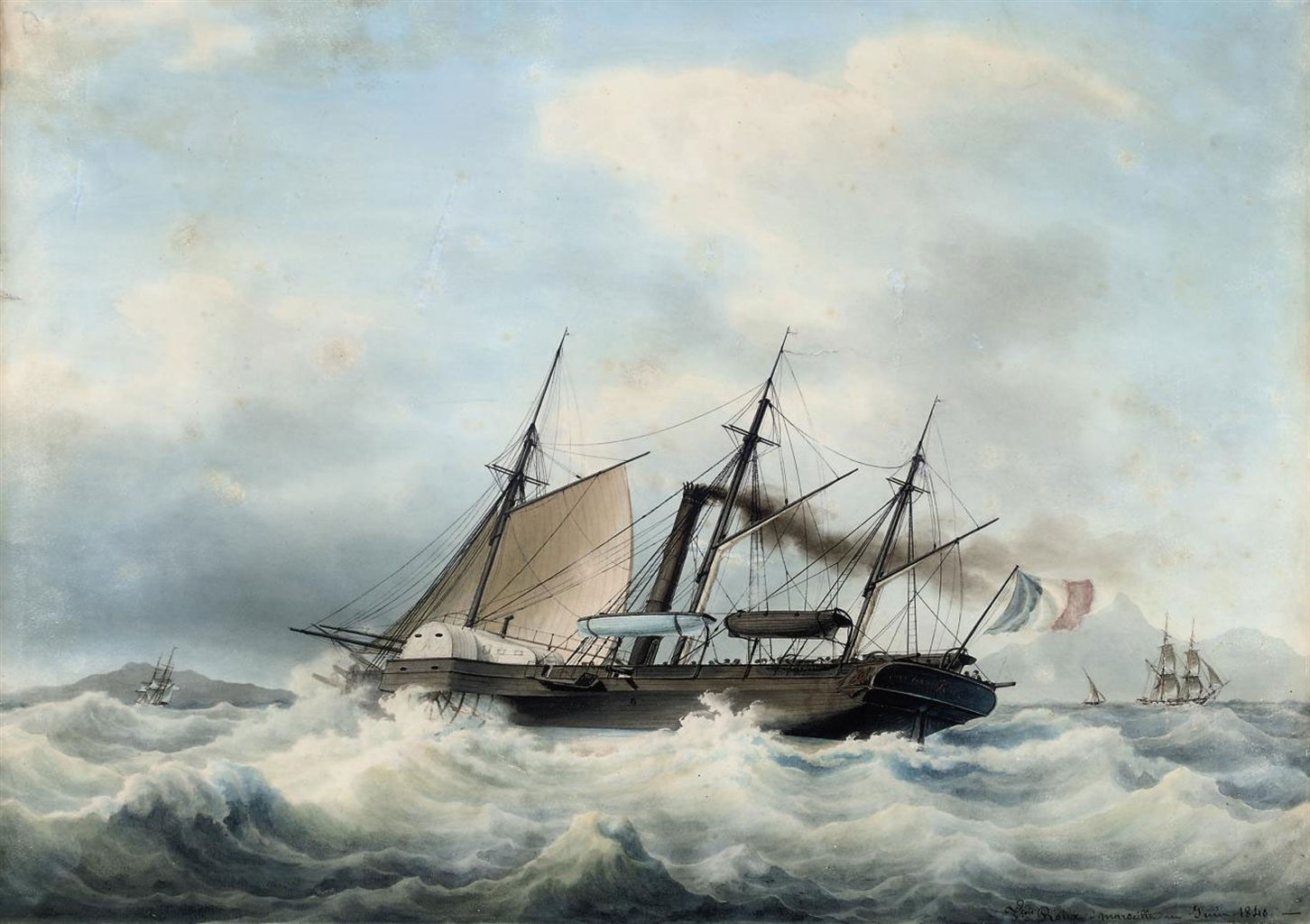